# Killing Floor (groupe)
Pour les articles homonymes, voir Killing Floor.
Killing Floor est un groupe britannique de blues rock, originaire de Londres, en Angleterre.

## Historique
C'est à Londres en 1968 que Mick Clarke et Bill Thorndycraft décident de former un groupe de blues rock. Ils sont rejoints par Stuart McDonald et Bazz Smith puis enfin par Lou Martin. Ils choisissent de s'appeler Killing Floor en hommage à Howlin' Wolf (Killing Floor est une de ses chansons). Un ex-DJ de Radio Caroline les repère et les fait jouer dans un club, le Dunstable's California Ballroom, où ils assureront les premières parties de Ten Years After, Jethro Tull, Junior Walker, et bien d'autres.
En 1970, cet ex-DJ, John Edward, devient leur producteur et les fait signer sur le label Spark Records pour lequel ils sortiront leur premier single My Mind Can Ride Easy et leur premier album Killing Floor, enregistré aux Pye Recording Studios,. Par suite de problèmes liés à leur producteur John Edward le groupe rate quelques belles occasions et, désabusé, Lou Martin quitte Killing Floor pour rejoindre peu après Rory Gallagher. En 1970 et 1971, d'autres changements de formation se font avec l'arrivée du chanteur Ray Owen, du batteur Rod de'Ath, et du bassiste Mick Hawksworth. Ce dernier a joué au sein du groupe anglais Andromeda, puis au sein de Fuzzy Duck.
En 1971, le groupe, désormais en quatuor, est signé par une nouvelle maison de disques, Penny Farthing Records, pour laquelle il sort un deuxième single, Call For the Politicians, et un second album Out of Uranus. À partir de ce moment, Killing Floor va régulièrement changer de musiciens et finalement, lorsque Mick Clarke mettra fin au groupe en 1972, il en est le dernier membre originel encore présent. Mick publiera dix-neuf albums solo et continue de tourner avec son groupe. Repertoire Records et See for Miles Records rééditeront les albums de Killing Floor.
En 2002, Mick Clarke reforme Killing Floor avec Bill Thorndycraft, Stuart McDonald, Lou Martin et un nouveau batteur, Chris Sharley (Bazz Smith, parti vivre en Suisse, étant indisponible). L'album Zero Tolerance sort en janvier 2004. Le groupe entreprend quelques concerts en Europe, et annonce quatrième album en 2011. Cependant, Lou Martin meurt à Bournemouth, Dorset, le 17 août 2012, à l'âge de 63 ans. Néanmoins, en 2012, leur quatrième album, Rock 'n' Roll Gone Mad, est publié,. Il est dédié à feu Hubert Sumlin, ancien guitariste sur leur morceau Killing Floor.

## Discographie
- 1970 : Killing Floor
- 1971 : Out of Uranus
- 2004 : Zero Tolerance
- 2012 : Rock 'n' Roll Gone Mad